# Civo (Rapper)
Civo (Eigenschreibweise: CIVO) (* 1997) ist ein deutscher Rapper aus Lünen, Nordrhein-Westfalen.

## Leben
Nach dem Abitur legte sich Civo von seinem zusammengesparten Geld ein Studio zu und begann Musik zu machen, er beteiligte sich 2018 am Battle-Rap-Turnier Life is Battle (Liba) von PA Sports, schied jedoch bereits in der dritten Runde aus. 2020 begann er seine Rapkarriere professioneller zu gestalten. 2021 erschien seine erste EP Trips sowie einige Singleveröffentlichungen. Er unterschrieb schließlich bei der Universal Music Group.
Der große Durchbruch gelang ihm 2022 mit dem Song Weg von mir, der von Kosfinger produziert wurde. Das Lied basiert auf einem Sample des 2010er-Songs Talking to the Moon von Bruno Mars’ Album Doo-Wops & Hooligans. 2021 nahm sich der britische Singer-Songwriter Sam Tompkins des Liedes an. Dazu wiederum entstand mit To the Moon ein Hip-Hop-Remix von Jnr Choi. Civo übernahm dessen Refrain als Vocal-Sample für seinen Song. Das Lied erreichte unter anderem Platz 4 der deutschen Singlecharts sowie Platz 6 der österreichischen Charts und wurde in Deutschland mit einer Goldenen Schallplatte ausgezeichnet.

## Diskografie
EPs
- 2021: Trips

Singles
- 2020: Baileys
- 2020: Keine Zeit
- 2021: Freixenet
- 2021: Sie tanzt
- 2021: Traum
- 2021: Kurz vor 3
- 2022: Weg von mir
- 2022: Feelings (AT: Gold)
- 2022: Schwarze Herzen (Vanessa Mai feat. Civo; #4 der deutschen Single-Trend-Charts am 29. April 2022[7])
- 2022: Maybe (mit The Cratez)
- 2022: Life Changed (Jam FM Exclusive)
- 2022: Day 1 (#7 der deutschen Single-Trend-Charts am 22. Juli 2022[8])
- 2022: Liebeslieder
- 2022: Jeden Tag (Monet192 feat. Civo)
- 2022: Wegen dir (#8 der deutschen Single-Trend-Charts am 2. Dezember 2022[9])
- 2023: Nie am Meer
- 2023: Plugg (Nael feat. Civo)
- 2023: Für dich
- 2023: Alles wie immer
- 2023: Regen am Strand (#15 der deutschen Single-Trend-Charts am 2. Juni 2023[10])
- 2023: Normal ist (#4 der deutschen Single-Trend-Charts am 7. Juli 2023[11])
- 2024: Smash or Pass
- 2024: Kein Licht
- 2024: Keine Homies
- 2024: Berverly Hills (#2 der deutschen Single-Trend-Charts am 22. März 2024[12])
- 2024: Mach die Augen auf
- 2024: Irgendwas klopft (feat. Montez)
- 2024: Bis zum Mond und zurück
- 2024: Happy ohne dich (#10 der deutschen Single-Trend-Charts am 20. September 2024[13])
- 2024: Garten vorm Haus
- 2025: Wie man liebt